# Амън
Амън (на английски: Ammon) е малък, селскостопански град в окръг Бонвил, щата Айдахо, САЩ. Разположен е на около 7 km югоизточно от град Айдахо Фолс и е част от неговата агломерация.

## География
Градът е разположен в горната част на долината на Снейк ривър. Западната му граница опира в град Айдахо Фолс, а източната и южната са рамкирани от околните планини. Намира се на 1437 m надморска височина. Общата площ на града е 7,6 km2.
ЗИП кодът на Амън е 83401 и 83406, а телефонният му код е 208.

## История
Амън е основан, като село на мормоните, през 1888 година. В първите дни от съществуването си се нарича Южна Айона, тъй като възниква близо до южната част на град Айона. На следващата година е прекръстен от мормонския епископ Артър Роусън на Амън, в чест на книгата на мормонските проповедници „Амън“
Амън е споменат като село през 1905 година, през 1910 в него живеят 214 души, а през 1930 населението нараства на 1103 души. Селото се превръща в част от агломерацията Айдахо Фолс през 1955 година, когато улиците му получават имена, а сградите – номера. В ранните години на съществуването си Амън е земеделски център. През 1963 година придобива статут на град от ІІ клас, според законите на щата Айдахо.

## Демография
През 2014 година Амън е населен от 14 685 жители. Средната гъстота на населението е 734,8 души/km2. Средната семейна структура на града е 3,09, средната възраст на населението – 28,4 години и 62,8% от хората са семейни. Безработицата в града е ниска – само 4,3% от населението е незаето. Средният доход на едно домакинство през 2000 година е $47 820, а през 2013 година нараства на $55 492.
При преброяването през 2010 година, Амън е отбелязан като 17-ия по големина град в Айдахо. Градът е един от най-бързо растящите селища в щата с темп на растеж 123,3% между годините 2000 и 2010.

### Възрастова, полова и расова структура за 2010 година
| Възраст        | % от населението |
| -------------- | ---------------- |
| Под 5 г.       | 10,6             |
| От 5 до 18 г.  | 36,3             |
| От 18 до 65 г. | 43,3             |
| Над 65 г.      | 9,8              |
| Мъже           | 48,9             |
| Жени           | 51,1             |

| Раса                                   | % от населението |
| -------------------------------------- | ---------------- |
| Бели                                   | 94,1             |
| Афроамериканци                         | 0,5              |
| Индианци и коренно население на Аляска | 0,5              |
| Азиатци                                | 0,8              |
| Хавайци                                | 0,1              |
| Други                                  | 2,2              |
| Смесени раси                           | 1,8              |

## Отдих
Градът разполага с девет парка, заемащи обща площ от над 62 дка. Най-големият е McCowin парк. Организиран е върху площ от 18 декара и разполага с плувен басейн, детски площадки, тенис кортове, пешеходни пътеки, зони за игри с топки и подслони за пикник. Удобствата на другите паркове включват заслони, спортно-развлекателни съоръжения, съоръжения за лека атлетика и пикници.
В рамките на един час път с кола от града, изобилстват възможностите за разходка с лодка, рафтинг, каране на кану-каяк, лов, риболов, къмпингуване, ски и водни ски, снегоходи и риболов на лед.